# Massepha absolutalis
Massepha absolutalis là một loài bướm đêm trong họ Crambidae.